# شمعية ويبر
شمعية ويبر أو وبروسريوس هو جنس من الصبار. زهرة النبتة خضراء وبيضاء، وتوجد أساسًا في كوستاريكا ونيكاراغوا.  الاسم العلمي للجنس مُهدى لعالم النبات الفرنسي فريديريك ويبر.